# 小太阳瓶子草
小太阳瓶子草（学名：Heliamphora minor）是委内瑞拉奥杨山（Auyan Tepui）和驰曼塔山的特有的食虫植物。其种加词“minor”来源于拉丁文“minor”，意为“较小的”，指其粗短的叶片及紧凑的株型。

## 形态特征
小太阳瓶子草的捕虫瓶通常长10至15厘米，瓶口宽3至5厘米。捕虫瓶基部为漏斗形，瓶肩收缩轻微，上部为圆柱形，至瓶口处略微扩大。瓶盖常为盔形，少数平展而宽大。捕虫瓶内表面存在长0.1至0.5毫米的绒毛，瓶肩对应处存在一圈长4至5毫米的细毛，瓶口内侧存在一圈长1至3毫米的下向毛。其捕虫笼无泄流孔，但在捕虫瓶前部存在一个泄流槽。在无遮荫的环境下，其捕虫瓶通常为红色。

## 原生地

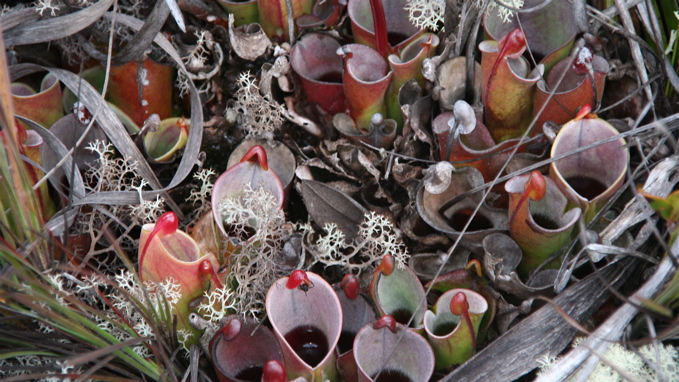
分布于奥杨山的小太阳瓶子草

小太阳瓶子草位于奥杨山南部的原生地90%都为贫瘠的石漠地。强烈的降雨将基质中的营养成分冲刷殆尽。在这样的环境中，小太阳瓶子草仅能在石缝间存活。虽然这样的生存空间很少，但小太阳瓶子草并不倾向于与同类相互竞争生长空间，而是倾向于形成多个体的群体以对抗严苛的外界环境。其粗短的叶片为其提供了生存優勢。除了形成多个体的群体外，小太阳瓶子草也可以从其他矮小的兰花或草本植物那里得到保护。因此，单独生长的小太阳瓶子草的尺寸及生长势都不如群体中的个体。在奥杨山北部较肥沃的地区，小太阳瓶子草常成丛出现于草丛或灌木丛中。小太阳瓶子草还存在于驰曼塔山，并常与驰曼塔山太阳瓶子草（H. chimantensis）同域分布。
在20%至30%遮荫的环境下，其叶片为全绿，大小通常为正常的两倍。而当遮荫达40%时，其即开始黄化死亡。

## 种下类群
已确定了两种小太阳瓶子草的变种，分别为原变种（H. minor var. minor）和多毛变种（H. minor var. pilosa），后者捕虫瓶的外表面存在明显的毛被。朱利安·阿尔弗雷德·斯特耶马克曾于1984年描述了小太阳瓶子草的一个变型（H. minor f. laevis），但其现已被视为原变种的同物异名。

## 相关物种
小太阳瓶子草与刚毛太阳瓶子草和艾俄那西太阳瓶子草之间存在着密切的近缘关系。其中，刚毛太阳瓶子草与其他太阳瓶子草属物种之间都可以轻易区分。小太阳瓶子草各部分的尺寸都小于刚毛太阳瓶子草。而艾俄那西太阳瓶子草除花序外均大于刚毛太阳瓶子草。
就与小太阳瓶子草同域分布于驰曼塔山的驰曼塔山太阳瓶子草而言，后者更常见于海拔2000米附近，而小太阳瓶子草通常分布于海拔更高且更为开阔的地区。分布于驰曼塔山的小太阳瓶子草与驰曼塔山太阳瓶子草的区别在于，该小太阳瓶子草变种的捕虫瓶更长且内表面具明显的毛须。其在驰曼塔高地的许多山峰上都十分常见，但奥杨山除外。
| 刚毛太阳瓶子草、小太阳瓶子草与艾俄那西太阳瓶子草之间的形态特征区别 |                                |                                  |                               |
| 形态特征                                                           | 刚毛太阳瓶子草                 | 小太阳瓶子草                     | 艾俄那西太阳瓶子草            |
| 捕虫瓶                                                             |                                |                                  |                               |
| 尺寸                                                               | 长15至25厘米，宽5至8厘米       | 长8至20厘米，宽3至8厘米          | 长40至50厘米，宽10至15厘米    |
| 形状                                                               | 上部为宽漏斗形，下部略呈葫芦形 | 上部略阔至管状，下部略呈葫芦形   | 上部为极阔，下部为葫芦形      |
| 瓶盖                                                               |                                |                                  |                               |
| 尺寸                                                               | 长1至1.5厘米，宽1至1.5厘米     | 长0.5至1厘米，宽0.3至0.5厘米     | 长2至3厘米，宽2至3厘米        |
| 形状                                                               | 心形，弯曲                     | 明显的盔形                       | 心形，弯曲                    |
| 花序                                                               |                                |                                  |                               |
| 尺寸                                                               | 花梗长约50厘米，花柄长约5厘米  | 花梗长20至40厘米，花柄长3至4厘米 | 花梗长100厘米，花柄长约12厘米 |
| 花被片形态                                                         | 长圆形至披针形，基部窄         | 披针形，基部宽                   | 披针形，基部宽                |
| 雄蕊                                                               |                                |                                  |                               |
| 尺寸                                                               | 长7毫米                        | 长4毫米                          | 长3.5毫米                     |
| 数量                                                               | 10                             | 15                               | 15                            |

## 自然杂交种
已在驰曼塔山观察到了驰曼塔山太阳瓶子草与小太阳瓶子草的自然杂交种。该自然杂交种的捕虫瓶较驰曼塔山太阳瓶子草短，且捕虫内表面存在红色的网纹及粗刚毛，颜色也更深，更接近于小太阳瓶子草。此外，瓶盖的形态也接近于小太阳瓶子草。而在生长势上，杂交种要强于两亲本，已发现了直径达5米的单植株群。